# Schnifis
Schnifis är en ort och kommun i distriktet Feldkirch i förbundslandet Vorarlberg i Österrike.